# Un tipus dur
Un tipus dur (títol original en anglès: One-Eyed Jacks) és un western de i amb Marlon Brando estrenat als Estats Units el 1961. És l'única pel·lícula de Brando com a realitzador. Ha estat doblada al català.

## Argument[2]
Sonora, Mèxic, 1880. Després d'un atracament, Dad Longworth (Karl Malden) abandona el seu jove còmplice Rio (Marlon Brando) a les mans de les autoritats i desapareix amb el botí. Cinc anys després de la seva sortida de la presó, Rio troba Longworth convertit en un home respectable, pare de família i xèrif d'una petita ciutat de Califòrnia. Aconseguirà venjar-se?

## Repartiment
- Marlon Brando: Rio
- Karl Malden: Dad Longworth
- Katy Jurado: Maria Longworth
- Pina Pellicer: Louisa
- Ben Johnson: Bob Amory
- Slim Pickens: Lon Dedrick
- Larry Duran: Chico Modesto
- Sam Gilman: Harvey Johnson
- Timothy Carey: Howard Tetley
- Miriam Colon: Redhead
- Elisha Cook Jr.: Carvey
- Rodolfo Acosta: capità de la policia mexicana
- Ray Teal: Barney
- Hank Worden: Doc

## Al voltant de la pel·lícula
- La pel·lícula va tenir una producció caòtica. Hauria hagut de ser dirigida per Stanley Kubrick. Ho va ser finalment pel mateix Marlon Brando, que li va imprimir un to resolutament masoquista i edipià. D'una certa manera, el personatge de Rio no deixa de ser víctima de la figura paternal encarnada per Karl Malden, Dad Longworth ("Dad" significa: "Papà"): és traït, fuetejat, és mutilat, abans d'aconseguir-ho, finalment, mata el pare  (i a posta, no amb la mare, sinó amb la filla).
- Marlon Brando, mancat d'experiència darrere la càmera, es va trobar també envescat a la seva pel·lícula igual que l'heroi que interpretava. Va espatllar enormement de pel·lícula. La pel·lícula, massa llarga, va haver de ser tallada al muntatge i allò es veu. Va obtenir tanmateix un gran èxit, gràcies a la celebritat de la seva estrella i a la magnífica fotografia de Charles Lang, que li va suposar una nominació als Oscars.
- El 1988, la societat de producció Pennebaker Productions, societat de Marlon Brando, va oblidar la demanda de renovació del copyright davant de la Biblioteca del Congrés, fent així caure la pel·lícula en el domini públic.[3]

## Premis i nominacions

### Premis
- 1961: Conquilla de Plata
- 1961: Conquilla de Plata a la millor actriu per Pina Pellicer

### Nominacions
- 1962: Oscar a la millor fotografia per Charles Lang[4]